# Госткув (Нижньосілезьке воєводство)
Госткув (пол. Gostków) — село в Польщі, у гміні Старе Богачовіце Валбжиського повіту Нижньосілезького воєводства.
Населення — 385 осіб (2011).
У 1975-1998 роках село належало до Валбжиського воєводства.

## Демографія
Демографічна структура станом на 31 березня 2011 року:
|          | Загалом | Допрацездатний вік | Працездатний вік | Постпрацездатний вік |
| -------- | ------- | ------------------ | ---------------- | -------------------- |
| Чоловіки | 190     | 41                 | 140              | 9                    |
| Жінки    | 195     | 36                 | 118              | 41                   |
| Разом    | 385     | 77                 | 258              | 50                   |

## Галерея

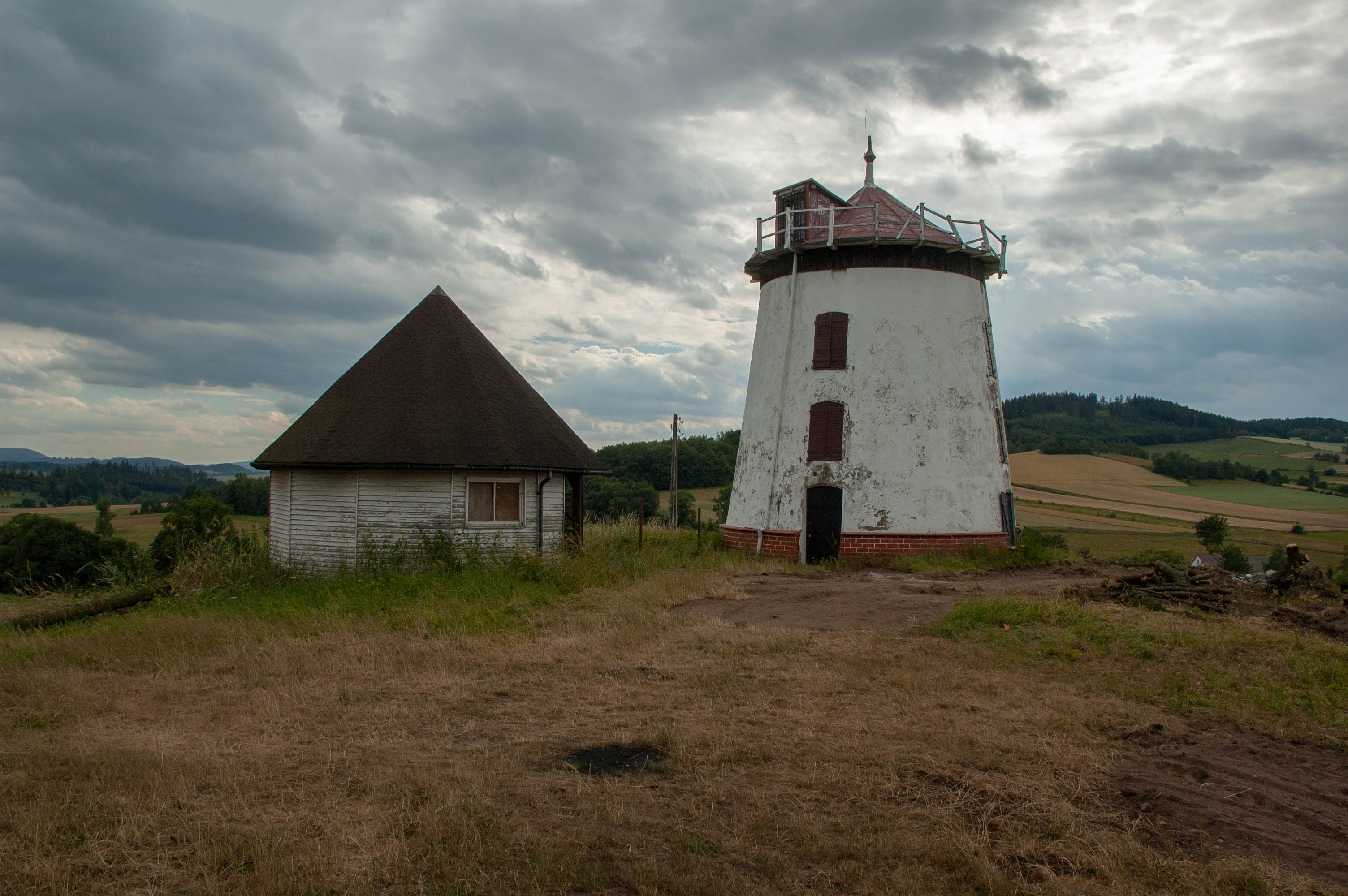
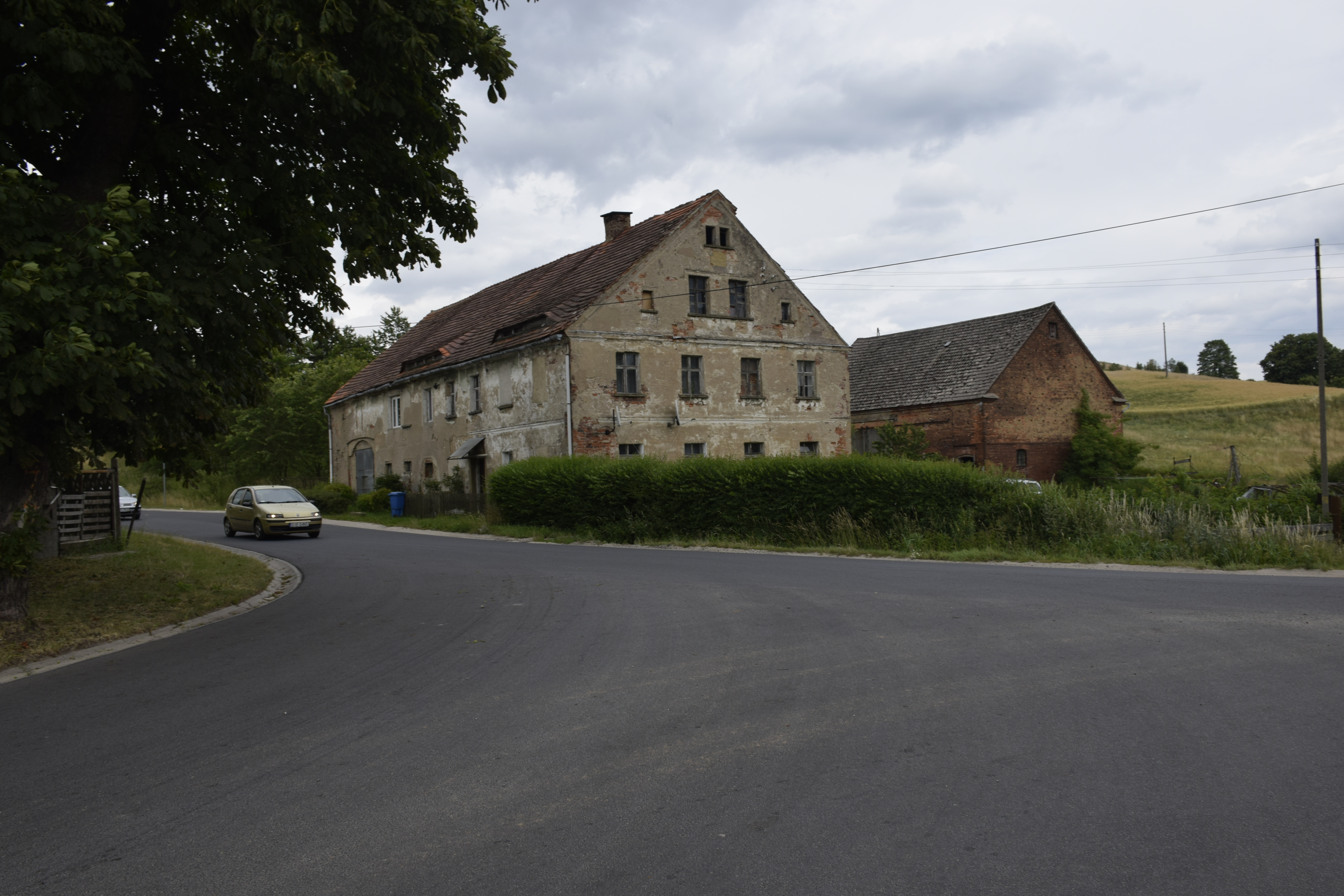
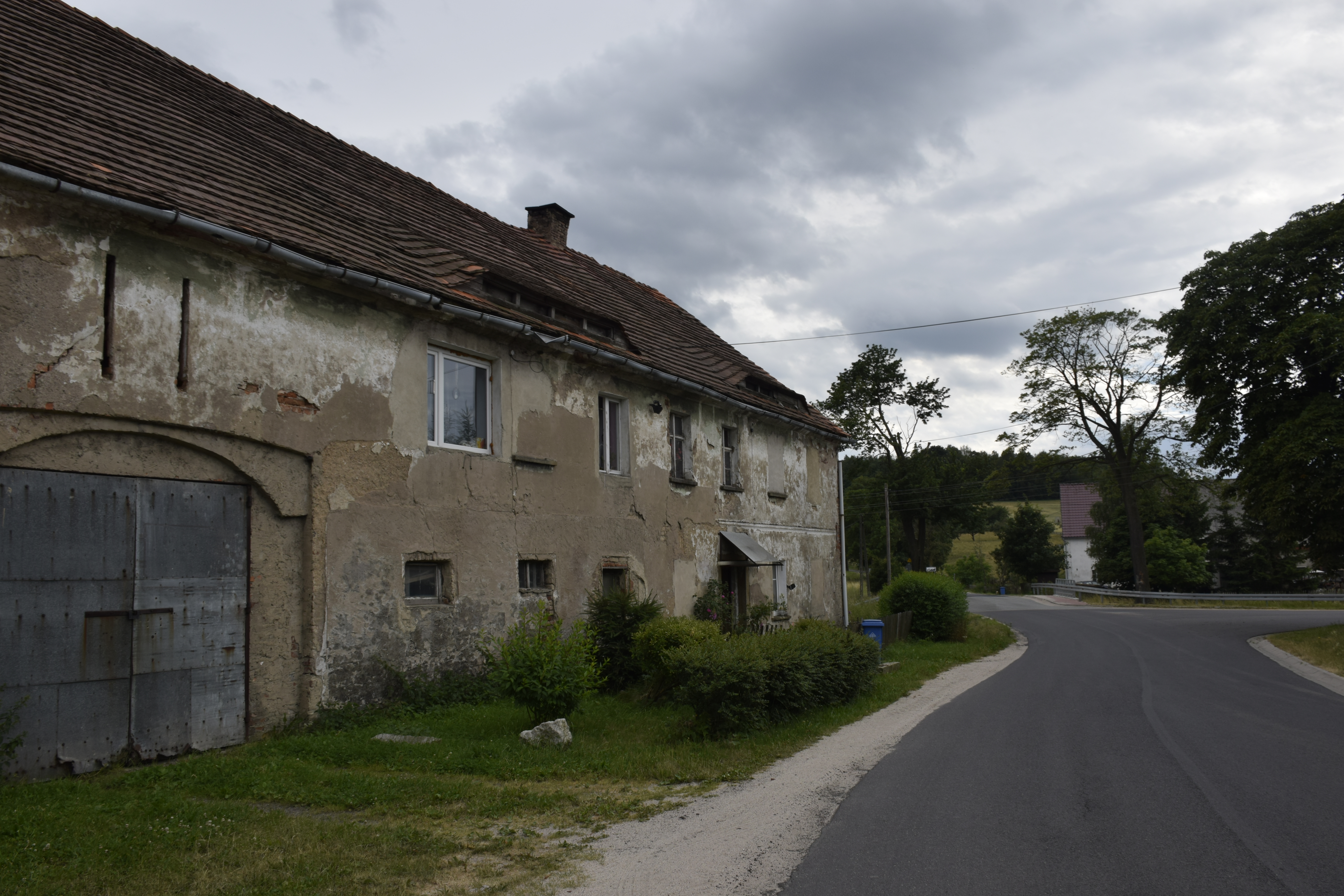
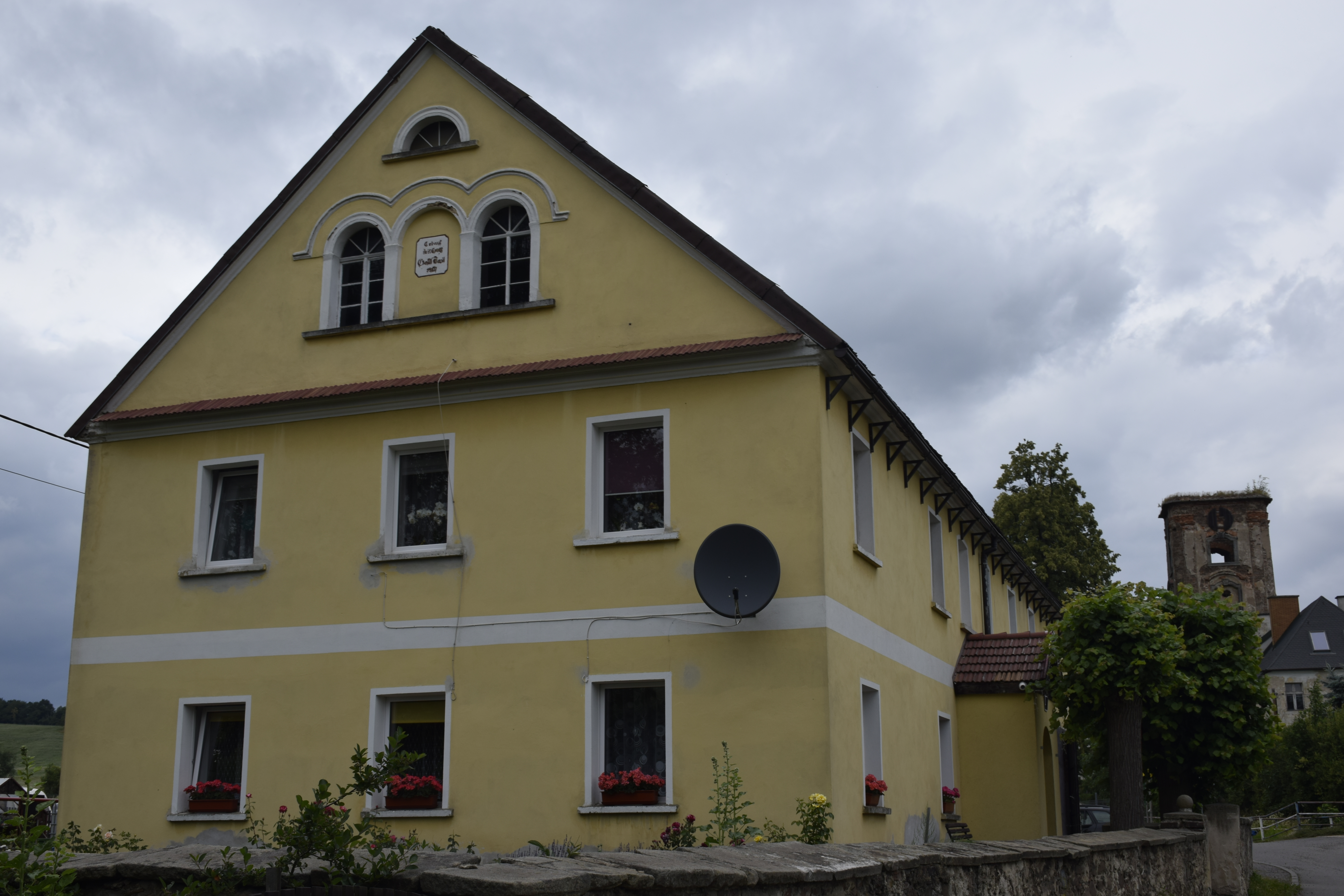